# Западнополесское движение

Полесский флаг

Западнополесское движение (бел. Заходнепалескі рух), также «новоятвяги» или «младоятвяги» — этнополитическое движение, существовавшее в 1988—1995 годах в Западном Полесье на территории Брестской области Белоруссии. В основе лежала идея существования отдельного полесского (ятвяжского) этноса. Сторонники добивались предоставления национально-культурной автономии. Пик деятельности и интереса к движению пришёлся на 1991—1993 годы. Но даже в это время оно не имело широкой поддержки населения. Число активистов не превышало ста человек, а симпатизирующих — нескольких тысяч.
Основателем движения был поэт и филолог Николай Шелягович. Среди других видных новоятвягов — переводчик Василий Сёмуха, главный редактор издательства «Мастацкая літаратура» Михаил Дубенецкий, будущий директор Беларусской службы Радио Свобода Александр Лукашук, прозаик Александр Трушко, будущий корреспондент France Presse Валерий Калиновский, литератор Наталия Бабина и другие.

## Предыстория
Полесье — болотистый регион, расположенный главным образом на юге Беларуси и севере Украины. Жителей края называют полещуками (другой вариант — полешуки).
Говоры, распространённые на территории Украины, называют северным наречием украинского языка, на территории Беларуси — полесскими говорами в составе белорусского языка, либо переходными говорами от белорусского к украинскому языку. Среди последних выделяется западнополесский микроязык (первые письменные применения его относятся к XVI—XVII векам):611-612.
Дореволюционные исследователи отмечали необычную специфику края. Митрофан Довнар-Запольский выделял наличие у западных полещуков особенностей в физическом облике. Юлиан Талько-Грицевич считал местных жителей отдельным от белорусов и украинцев, не до конца сформировавшимся этносом. Павел Шпилевский выделял полесский язык в отдельный славянский язык, а Павел Бобровский считал полещуков «отдельным русским племенем», схожим с белорусами и украинцами.
В годы гражданской войны в России за территорию Северного Полесья конкурировали Украинская Народная Республика и Белорусская Народная Республика. После окончания советско-польской войны в результате Рижского договора эта территория вошла в состав Польши. С установлением советской власти после польского похода Красной армии в 1939 году, край отошёл к БССР. В период Второй мировой в Белорусском Полесье вели борьбу члены ОУН и УПА, которые считали северные части края этнически украинскими.
В 1939 году, после присоединения Западной Белоруссии к БССР, полесский вопрос обострился. Иосиф Сталин распорядился определить на новой территории границу республики с Украиной. Глава украинской компартии Никита Хрущёв, стремясь обеспечить УССР лесом, предъявил претензии на Брест, Пружаны, Столин, Пинск, Лунинец и Кобрин, а также большую часть Беловежской пущи. Это возмутило руководителя КП(б)Б Пантелеймона Пономаренко. Сталин всё же отклонил планы Хрущёва, но, проводя линию границы, «в одном месте сделал на зелёном массиве карты небольшой выгиб», отдав его украинцам.

## ОКО «Полісьсе»
Лидером движения стал филолог, поэт и публицист Николай Шелягович. В 1982 году он опубликовал в газете «Голас Радзімы» статью под названием «Голас старажытных балтаў» (рус. Голос древних балтов), где обосновывал права полешуков как отдельного этноса на существование. В 1985 году деятель опубликовал первую подборку стихотворений на западнополесском говоре. В апреле 1988 года он вместе с группой единомышленников (в большинстве своём это были представители интеллигенции, родившиеся в Брестской области и проживавшие в Минске) создали Общественно-культурное объединение «Полісьсе». Активисты поставили перед собой следующие цели:
- собирать, исследовать и пропагандировать духовную и материальную культуру региона;
- приобщать уроженцев края к достижениям мировой и советской культуры посредством полесских говоров и их литературной нормы – полесского языка;
- всемерно способствовать развитию полесскоязычного и полесского этнокультурного творчества;
- принимать участие в решении экологических и других вопросов региона.

С 1989 года членами «Полісься» издавалась газета «Збудінне». Усилиями сторонников Шеляговича в издании Центрального комитета Ленинского коммунистического союза молодёжи Беларуси «Чырвоная змена» стала выходить страничка «Балесы Полісься». С октября 1989 года по декабрь 1991 ОКО действовало под эгидой Белорусского фонда культуры (БФК). Считалось, что активисты стремятся к возрождению материальной и духовной культуры полесского края. Многие их мероприятия были профинансированы БФК. Однако из-за политизации движения начались конфликты.
В Бресте и Пинске 9–10 декабря 1989 года при участии ОКО проведены литературно-художественные вечера, посвящённые этническому возрождению Полесья. 13–14 апреля 1990 года по инициативе активистов в Пинске организована республиканская конференция по проблемам Полесья. В том же году в Минске прошла «Ятвяжская» (Западнополесская) научно-практическая конференция.
В 1994 году по инициативе Шеляговича создаются структуры «Брестский выбор» и «Пинский выбор» с целью выдвижения кандидатов, симпатизировавших целям ОКО «Полісьсе», на выборы в центральные и местные органы власти. Одновременно Шелягович осуществил неудачную попытку баллотироваться в президенты.
26 июня на организационной базе «Брестского выбора» и «Пинского выбора» была создана «Партия всебелорусского единства и согласия» (ПВЕС), которую возглавил Шелягович. В программе западнополесский вопрос отдельно не упоминался, но упоминались идеи создания национально-культурных автономий. В ноябре Шелягович был смещён с должности и исключён из партии. Новым лидером ПВЕС был избран Булахов.
На выборах в Верховный совет 1995 года ОКО выдвинуло трёх кандидатов. Они представили идентичные программы, в которых, в частности, содержались требования открытия Западнополесского университета в Пинске и Полесского народного банка. Ни один из кандидатов не был избран. На этом активность движения окончилась.

## Взгляды
Активисты называли западнополесский микроязык ятвяжским, связывая жителей Западного Полесья с балтскими племенами ятвягов, которые славянизировались.
В рядах новоятвягов существовали противоречия, касаемые государственной принадлежности региона. Одни делали особый акцент на украинском факторе, а поэтому выступали за вхождение в состав Украины. Были и сторонники присоединения к Польше. Некоторые считали возможным провозгласить независимое государство. Однако большая часть активистов желали оставить Западное Полесье белорусским. Сам Шелягович в своих интервью неоднократно озвучивал идею федерализации Беларуси, в результате которой государство стало бы «славянской Швейцарией». Программа 1990 года требовала для западных полещуков государственности в форме автономии, с приданием Брестчине и Пинщине статуса автономного края, который в перспективе образовал бы с собственно белорусской частью страны федеративное Беларусско-Ятвяжское государство. Также декларировалась приверженность к многоукладной экономике с акцентом на достижение самодостаточности региона. В политических идеологиях выбор был сделан на социал-демократию. Доктрина движения стремительно менялась от панбалтизма к панславизму.

Согласно взглядам Шеляговича, в Великом Княжестве Литовском именно ятвяжский, а не старобелорусский (западнорусский/староукраинский), стал государственным, поскольку он был «более развит». Современный белорусский язык создан «на основе белорусского и литвинского наречий русского языка», ятвяжское наречие в его формировании не участвовало. По мнению лидера движения, 
Ятвяжская Русь — это сегодняшняя территория юго-запада Белоруссии, северо-запада Украины, северо-востока Польши и, безусловно, Калининградская область. Несколько веков назад эти земли принадлежали нашим предкам — славянам. Более того, нашим предкам принадлежала северо-восточная часть современной Германии, известная как Полабская Русь.
Ятвяжский и белорусский языки он назвал вариантами русского; белорусов — «русскими белорусской закваски». В представлениях Шеляговича, к Беларуси относится Витебщина, Могилёвщина, восточная часть Гомельщины, Смоленщина и южная Псковщина. За ятвягами он признавал Брестщину, запад Гомельской области и юго-запад Гродненской области. Данные территории деятель называл южной частью Ятвяжской Руси. Якобы «люди, проживающие там, осознают себя русскими, они чётко противопоставляют себя и белорусам, и литвинам». Большая часть Гродненщины, Минщины и запад Витебщины считались литвинским регионом.
В идеологическом плане ОКО «Полісьсе» сблизилось со Славянским Собором «Белая Русь». Данная политическая сила придерживалась идеи цивилизационного единства всех восточнославянских народов (русских, белорусов, украинцев и русинов), а также выступала за их государственное объединение под эгидой России.
Сторонники движения выступали против белорусизации в Республике Беларусь.

## Отношение
Сначала инициатива приобрела широкий общественный резонанс и много сочувствующих, но вскоре круг активистов начал стремительно сужаться, так как Шелягович стал навязывать «ятвяжскую теорию» происхождении брестчан и пинчуков и сделал ставку на развитие перенасыщенного неологизмами и архаизмами варианта языка, оторванного от народных диалектов. Отпугивала людей и его напористая политическая деятельность.
Ещё в конце советской эпохи сторонники Шеляговича столкнулись с критикой. Многие участники дискуссий по западнополесской проблеме оспаривали тезис, что полещуки являются прямыми потомками балтов-ятвягов. Авторы большинства экспертных заключений сходились во мнении о необходимости изучения истории и культуры Западного Полесья, однако крайне негативно оценивали перспективы политизации движения. Кроме того, эксперты-филологи, в том числе Иститута языкознания Академии наук БССР, отрицали возможность кодификации западнополесского литературного языка. С критикой идей новоятвягов выступала также Комиссия по национальной политике и межнациональным отношениям Совета Министров БССР. Наиболее резко высказывались представители «Общества белорусского языка». По их мнению, деятельность ОКО «Полісьсе» могла вызвать межнациональные конфликты.
Из политический партий с ОКО вступил в конфронтацию Белорусский народный фронт: национально ориентированные представители белорусской интеллигенции обвиняли новоятвягов в сепаратизме, последние, в свою очередь, заявляли о насильственной белорусизации жителей полесского региона. В 1991 году была достигнута договорённость между пинскими ячейками двух организаций: активисты западнополесского движения декларировали необходимость изучения жителями региона государственного белорусского языка, деятели БНФ признавали право людей, считавших себя полешуками, «на свободный национальный выбор, а также на выбор и использование западнополесского (ятвяжского) языка как первого родного».
Региональным конкурентом западнополесского движения было Украинское общественно-культурное объединение Брестской области (УОКОБО). Члены организации утверждали, что жители Западного Полесья являются этническими украинцами, а Шеляговича и его единомышленников называли политическими авантюристами, якобы желавшими торпедировать процесс «украинского возрождения» в регионе.
Украинская правоцентристкая партия «Рух» охарактеризовала попытки обосновать существование отдельного полесского народа как чистый вымысел, отметив, что вместо того, чтобы изобретать «фантастических ятвягов», необходимо просто гарантировать национальные и культурные права украинцев, компактно проживающих в Брестской области Беларуси.